# Hugues de Fierlant
Hugues de Fierlant (baron Hughes de Fierlant Dormer), né le 19 décembre 1942 à Freux, est un pilote automobile belge de compétitions essentiellement sur circuits pour voitures de sport et de sport-prototypes, sur plus d'une vingtaine d'années.

## Biographie
Sa carrière en course s'étale de 1964 (Coupes de Terlaemen à Zolder en ETCC, sur BMC Mini Cooper) à 1984 (500 kilomètres de Monza, alors classé cinquième sur BMW 635 CSi).
Il remporte les Coupes du Benelux en 1971 sur Ferrari 512 M, et l'année suivante les 4 Heures du Mans avec Jo Bonnier sur Lola T280.
L'année 1975 le voit gagner les 24 Heures de Spa, alors associé à ses compatriotes Jean Xhenceval et Pierre Dieudonné sur BMW 3.0 CSi du Luigi racing team italien.
Il participe aussi à sept reprises consécutives aux 24 Heures du Mans, de 1970 à 1976 (dont cinq pour l'Écurie Francorchamps), terminant trois fois dans les 15 premiers de l'épreuve, ainsi que dans le "top cinq" en 1970 avec Gustave Gosselin sur Ferrari 512 S (encore 10e en 1976, et 12e en 1975 avec Teddy Pilette et le français Jean-Claude Andruet).
Il termine troisième du Championnat d'Europe des voitures de tourisme en 1976 (en obtenant quatre victoires, au Trophée d'Autriche du Salzburgring, au Grand Prix du Nürburgring Nordschleife, au RAC Tourist Trophy et aux 4 Heures de Jarama, toujours avec Xhenceval et Dieudonné), sur BMW 3.0 CSL de l'équipe Luigi.
Il lui est également arrivé de participer à des rallyes automobiles, notamment avec Christian Delferrier.

### 24 heures du Mans
| Année | Équipe                          | Voiture                                   | Équipiers                                 | Classement |
| ----- | ------------------------------- | ----------------------------------------- | ----------------------------------------- | ---------- |
| 1970  | Écurie Francorchamps            | Ferrari 512 S                             | Alistair Walker                           | 5e         |
| 1971  | Écurie Francorchamps            | Ferrari 512 M                             | Alain de Cadenet                          | Abandon    |
| 1972  | Ecurie Bonnier Switzerland      | Lola T280                                 | Jorge de Bagration Mário de Araújo Cabral | Abandon    |
| 1973  | Équipe Gitanes Cigarette France | Lola T282                                 | Jean-Louis Lafosse Reine Wisell           | Abandon    |
| 1974  | Écurie Francorchamps            | Porsche Carrera RSR                       | Richard Bond (de)                         | Abandon    |
| 1975  | Écurie Francorchamps            | Ferrari 365 GTB/4 Daytona Competizione II | Teddy Pilette Jean-Claude Andruet         | 12e        |
| 1976  | BMW Motorsport GmbH / Alpina    | BMW 3.5 CSL                               | Sam Posey Harald Grohs                    | 10e        |